# Mladá Boleslav-i járás

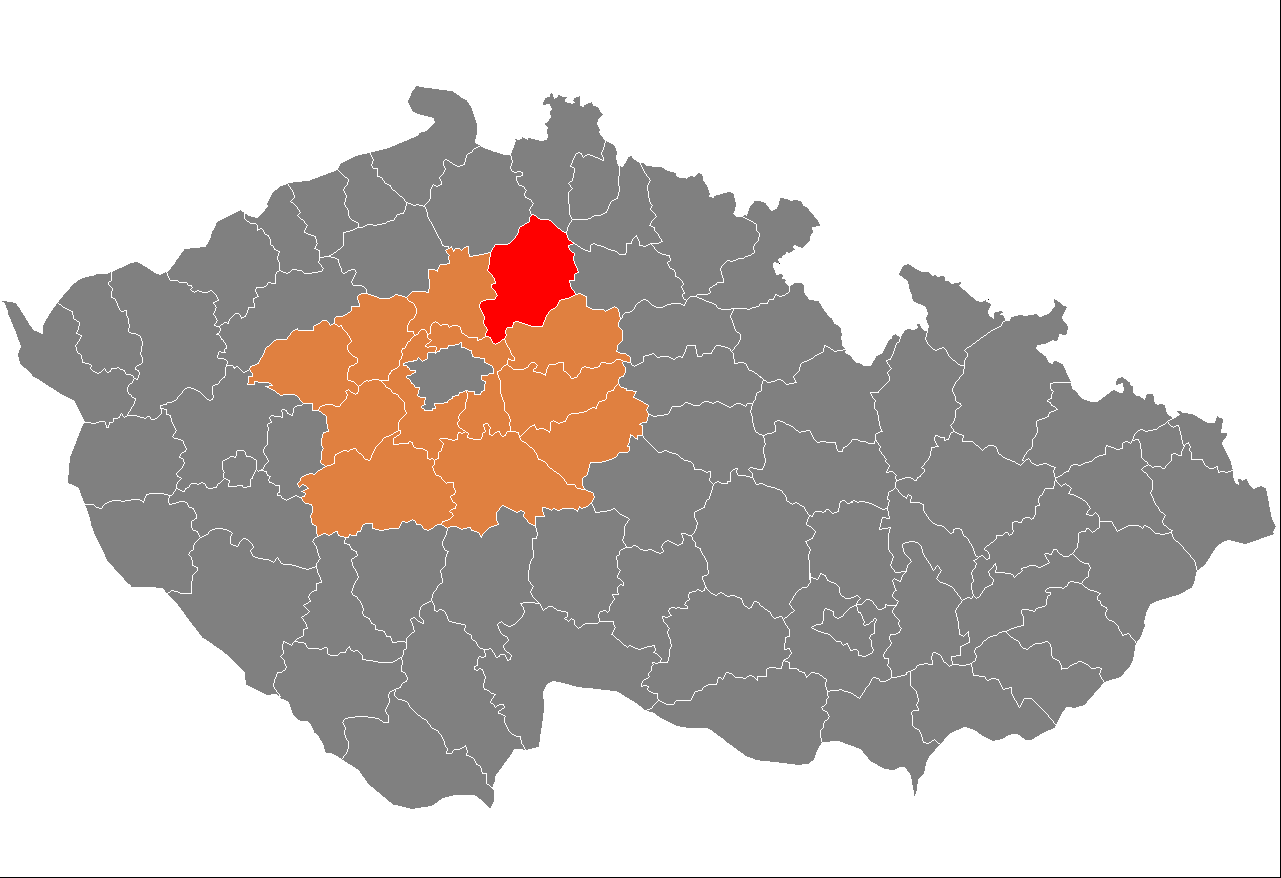
A Mladá Boleslav-i járás

A Mladá Boleslav-i járás (csehül: Okres Mladá Boleslav) közigazgatási egység Csehország Közép-Csehországi kerületében. Székhelye Mladá Boleslav. Lakosainak száma 115 379 fő (2007). Területe 1022,83 km².

## Városai, mezővárosai és községei
A városok félkövér, a mezővárosok dőlt, a községek álló betűkkel szerepelnek a felsorolásban.
Bakov nad Jizerou •
Bělá pod Bezdězem •
Benátky nad Jizerou •
Bezno •
Bílá Hlína •
Bítouchov •
Boreč •
Boseň •
Bradlec •
Branžež •
Březina •
Březno •
Březovice •
Brodce •
Bukovno •
Čachovice •
Charvatce •
Chocnějovice •
Chotětov •
Chudíř •
Čistá •
Ctiměřice •
Dalovice •
Dlouhá Lhota •
Dobrovice •
Dobšín •
Dolní Bousov •
Dolní Krupá •
Dolní Slivno •
Dolní Stakory •
Domousnice •
Doubravička •
Horky nad Jizerou •
Horní Bukovina •
Horní Slivno •
Hrdlořezy •
Hrušov •
Husí Lhota •
Jabkenice •
Jivina •
Jizerní Vtelno •
Josefův Důl •
Katusice •
Klášter Hradiště nad Jizerou •
Kluky •
Kněžmost •
Kobylnice •
Kochánky •
Kolomuty •
Koryta •
Košátky •
Kosmonosy •
Kosořice •
Kováň •
Kovanec •
Krásná Ves •
Krnsko •
Kropáčova Vrutice •
Ledce •
Lhotky •
Lipník •
Loukov •
Loukovec •
Luštěnice •
Mečeříž •
Mladá Boleslav •
Mnichovo Hradiště •
Mohelnice nad Jizerou •
Mukařov •
Němčice •
Nemyslovice •
Nepřevázka •
Neveklovice •
Niměřice •
Nová Telib •
Nová Ves u Bakova •
Obrubce •
Obruby •
Pěčice •
Pětikozly •
Petkovy •
Písková Lhota •
Plazy •
Plužná •
Předměřice nad Jizerou •
Přepeře •
Prodašice •
Ptýrov •
Rabakov •
Řepov •
Řitonice •
Rohatsko •
Rokytá •
Rokytovec •
Sedlec •
Semčice •
Sezemice •
Skalsko •
Skorkov •
Smilovice •
Sojovice •
Sovínky •
Strašnov •
Strážiště •
Strenice •
Sudoměř •
Sukorady •
Tuřice •
Ujkovice •
Velké Všelisy •
Veselice •
Vinařice •
Vinec •
Vlkava •
Vrátno •
Všejany •
Žďár •
Zdětín •
Žerčice •
Židněves

## Fordítás
- Ez a szócikk részben vagy egészben  a   Mladá Boleslav District című angol Wikipédia-szócikk ezen változatának fordításán alapul.  Az eredeti cikk szerkesztőit annak laptörténete sorolja fel. Ez a jelzés csupán a megfogalmazás eredetét és a szerzői jogokat jelzi, nem szolgál a cikkben szereplő információk forrásmegjelöléseként.
- Ez a szócikk részben vagy egészben  az   Okres Mladá Boleslav című cseh Wikipédia-szócikk ezen változatának fordításán alapul.  Az eredeti cikk szerkesztőit annak laptörténete sorolja fel. Ez a jelzés csupán a megfogalmazás eredetét és a szerzői jogokat jelzi, nem szolgál a cikkben szereplő információk forrásmegjelöléseként.